# Warparimbucht
Die Warparimbucht liegt im Norden der Insel Gam, die zum Archipel von Raja Ampat gehört.

## Geographie
Gam umschließt die Warparimbucht von Westen, Süden und Osten her, das westliche Ende bildet das Kap Warparim. Im Osten führt die schmale Kabuystraße zur Soemlamanjokobucht und trennt dabei Gam von dessen nördlichen Nachbarn Waigeo. Auf Waigeo liegt auch das Kap Kiroepampam, das östliche Ende der Warparimbucht.